# 벨기에 유대박물관

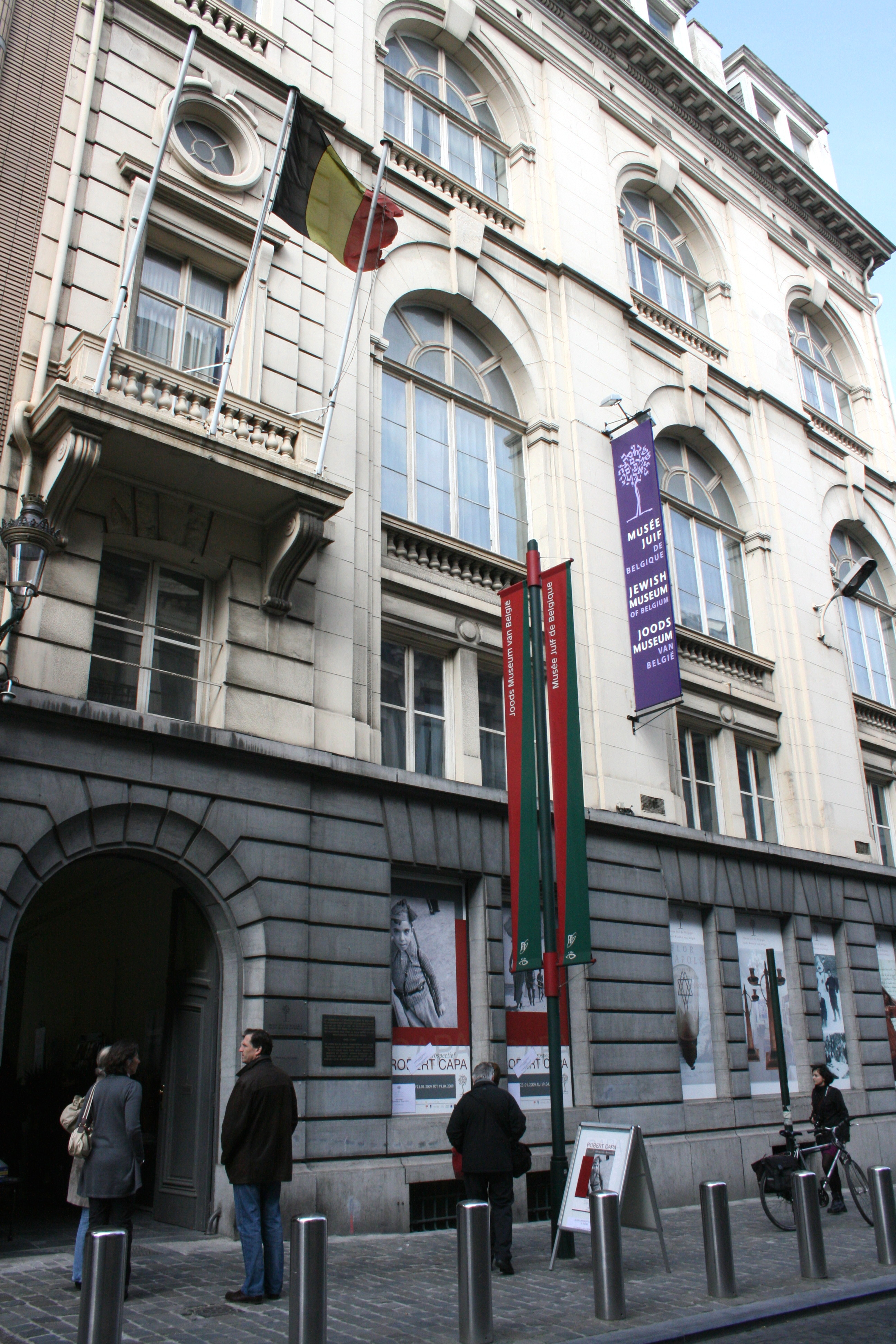
벨기에 유대박물관

벨기에 유대박물관(네덜란드어: Joods Museum van België, 프랑스어: Musée juif de Belgique)은 벨기에의 수도 브뤼셀에 있는 박물관이다.